# 369-я (хорватская) пехотная дивизия (вермахт)
369-я (хорватская) пехотная дивизия (нем. 369. Infanterie-Division (kroatische), хорв. 369. hrvatska "Vražja" divizija) — воинское соединение сухопутных войск вооружённых сил нацистской Германии периода Второй мировой войны, набранное из числа хорватских добровольцев. Известна также как «Дьявольская дивизия». Воевала на Югославском фронте.

## История
В битве под Сталинградом был полностью уничтожен набранный из числа хорватских добровольцев 369-й хорватский пехотный полк. Вместе с тем боеспособность легионерского полка удовлетворила командование вермахта, поэтому было решено продолжить создание хорватских добровольческих формирований. 369-ю пехотную дивизию начали формировать 21 августа 1942 года в Штоккерау близ Вены как немецко-хорватское соединение в составе германских сухопутных сил, состоящее из немецких командных кадров и специалистов, а также хорватского рядового состава. Дивизия включала 369-й и 370-й пехотные и артиллерийский полк. Как дивизия, так и её части получили в названиях дополнительное обозначение хорватских. Новое соединение также унаследовало номер и традиции сражавшегося под Сталинградом полка и название «Дьявольская дивизия» в память о 42-й хорватской дивизии бывшей
австро-венгерской армии.
Первоначально дивизию планировали использовать на Восточном фронте, однако затем решение изменили и в 20-х числах января 1943 года легионеры прибыли в Северную Боснию. Здесь они впервые приняли участие в боевых действиях против 7-й Банийской дивизии НОАЮ в ходе операции «Вайс-1» в составе группировки немецких войск в Хорватии под командованием генерала Рудольфа Лютерса (в югославских публикациях это оперативное соединение известно как корпус «Хорватия»). За период операции «Вайс-1» дивизия потеряла убитыми около 650 человек. Во время операции «Шварц» потерпела поражение от 1-й Пролетарской дивизии в боях у населённых пунктов Балиновац и Елеч, где была разбита её боевая группа «Хёне». Потери дивизии во время операции «Шварц» составили 92 человека убитыми, 263 ранеными и 233 пропавшими без вести.
В августе 1943 года 369-я дивизия была подчинена непосредственно командованию 2-й танковой армии. В октябре 1943 перешла в состав 5-го горного корпуса СС. В декабре дивизия приняла участие в операции «Кугельблиц» в Восточной Боснии. После этого её перевели в район Сараева. В январе 1944 года части 370-го пехотного полка и артиллерийский полк были задействованы в операции «Вальдрауш» в долине Неретвы. Другая часть дивизии участвовала в деблокировании Тузлы. В первой половине марта дивизию передислоцировали в район Мостара. С мая её подразделения постепенно перебросили на Адриатическое побережье. Здесь линия береговой обороны дивизии простиралась от устья Неретвы до Дубровника. 16 октября 1-я и 11-я Далматинские бригады 26-й дивизии НОАЮ высадились при поддержке английской корабельной артиллерии на участке 370-го полка от устья Неретвы до Стона и на полуострове Пелешац. В первые три дня боёв 1-й батальон 370-го полка из-за потерь сократился до размеров роты. 2-й батальон был полностью уничтожен. Остатки полка отступили к Мостару. После слома линии береговой обороны дивизия заняла позиции на линии село Лисе — Мостар — Невесине. 5 февраля 1945 года югославские войска начали наступление на ключевом участке обороны дивизии в районе Лисе. После короткого боя этот опорный пункт был утерян, а дивизия отступила к Мостару. 14 февраля югославы отбили Мостар и остатки дивизии отступили на север через долину Неретвы. Ввиду больших потерь 369-й пехотный полк был расформирован в конце февраля. За этим последовало отступление дивизии в район города Кониц и бои за перевал Иван-Седло, длившиеся с 1 марта до 4 апреля 1945 года. После этого остатки дивизии перешли в район города Славонски-Брод и далее к 24 апреля на линию обороны по реке Илова в Славонии. 1 мая легионерам довелось оставить и эту оборону и отступать на северо-запад. 11 мая 1945 остатки дивизии (160 офицеров и 2876 солдат и сержантов) сдались британским войскам на границе с Австрией.

## Военные преступления
Как и другие дивизии, воевавшие на Югославском фронте Второй мировой, 369-я дивизия известна своими преступлениями: она устраивала резни в ходе операций «Вайс-1» и «Вайс-2», а также организовала бойню в Синьской Краине в марте 1944 года. Всего жертвами дивизии стали 1695 мирных граждан. Командир дивизии Фриц Найдхольдт был в феврале 1947 года приговорён к смерти судом в Белграде.